# Stefanie Sanders
Stefanie Antonia Sanders, född 12 juni 1998, är en tysk fotbollsspelare som spelar för FC Rosengård.

## Karriär
Sanders är uppväxt i Soltau och började spela fotboll i TSV Neuenkirchen som fyraåring. Hon spelade därefter som ung även för JFV A/O/Heeslingen innan det 2013 blev en övergång till Werder Bremen. Mellan 2014 och 2017 gjorde Sanders 18 mål på 35 matcher för A-laget i Frauen-Bundesliga och 2. Frauen-Bundesliga.
Mellan 2017 och 2018 studerade Sanders och spelade collegefotboll för amerikanska UCF Knights. Hon återvände därefter till Tyskland och gick då till Freiburg.
I mars 2021 värvades Sanders av FC Rosengård. I maj 2022 förlängde hon sitt kontrakt i klubben fram över säsongen 2023.

## Meriter
FC Rosengård
- Svensk mästare: 2021
- Svensk cupvinnare: 2022

Individuellt
- Bästa målskytt i U17-EM 2015 (6 mål)